# Манчифорте Сперелли, Джованни Оттавио
Джованни Оттавио Манчифорте Сперелли (итал. Giovanni Ottavio Manciforte Sperelli; 22 февраля 1730, Ассизи, Папская область — 5 июня 1781, там же) — итальянский куриальный кардинал, папский дипломат и доктор обоих прав. Титулярный архиепископ Феодосии с 17 июня 1771 по 23 июня 1777. Апостольский нунций в Тоскане с 27 июня 1771 по сентябрь 1775. Папский мажордом и префект Апостольского дворца с 24 мая 1776 по 11 декабря 1780. Кардинал in pectore с 23 июня 1777 по 11 декабря 1780. Кардинал-священник с 11 декабря 1780, с титулом церкви Санта-Мария-ин-Трастевере с 2 апреля 1781.